# Исторически музей (Тетевен)
Историческият музей в град Тетевен, България е основан през 1911 г. от тетевенеца Михал Койчев.

## История
Отделя се в самостоятелна сграда през 1932 г., когато по инициатива на градския благотворителен комитет „Георги Бенковски“ и по проект на архитектите Иван Васильов и Димитър Цолов, е построен дом-паметник с доброволния труд и дарения на местните жители, в знак на признателност и почит към паметта на загиналите за свободата им техни съграждани. До входа на музея е поставена паметна плоча с имената им. За нуждите на музея през 1974 г. сградата е преустроена и разширена.

## Експозиция
Музеят е разделен на три основни експозиции: Археология, Етнография и Възраждане, представящи историята на града и региона от Античността до Освобождението на България. Музейният фонд наброява около 4600 експоната.
Изложени са разнообразни археологически находки:
- оръдия на труда от късния палеолит и неолит, намерени в пещера Моровица;
- съдове, култова пластика, оброчни плочки, разкриващи материалната и духовна култура на траките по тези земи;
- средновековни оръжия, съдове, монети и други.

Етнографският отдел на музея представя облеклото, бита и занаятите, характерни за тетевенския район: резбарство, тъкачество, златарство. Показани са автентични женски и мъжки народни носии от Тетевен, с. Бабинци, с. Лесидрен, с. Малка Желязна, с. Рибарица, както и колекции бродерии и пафти.
Отдел „Възраждане“ разкрива чрез фотографии, документи, ордени и лични вещи участието на жителите на тетевенския край в борбите за национално освобождение на България.
На 21 април 2000 г. от музея е открадната мощехранителницата на свети Харалампий, представляваща 5-килограмово сребърно ковчеже, върху чийто капак е гравирана сцената на Свети Илия в колесница, обточена с широка кант с флорални орнаменти, и четиримата евангелисти в ъглите.

## Галерия
- Експонати на музея
- Тъкачен стан и килими от Тетевенско
- Меч на воин на войската на Сигизмунд от 1396 г. и други оръжия от 14 век
- Сребърна гривна, 19 век
- Булчинско облекло от Тетевен, 19 век
- Паметна плоча на загиналите за свободата на Тетевен